# Vidar Evensen
Vidar Evensen (ur. 13 lipca 1971 w Trondheim) – norweski piłkarz występujący na pozycji obrońcy.

## Kariera klubowa
Karierę na poziomie seniorskim rozpoczął w 1990 roku w drugoligowym klubie Strindheim IL z rodzinnego miasta Trondheim, w którym grał przez 5 lat, z przerwą na trzymiesięczne wypożyczenie do Lyn Fotball (1. divisjon) w 1994 roku. W sezonie 1994 awansował ze Strindheim IL do Tippeligaen. W sezonie 1995, w którym zaliczył 24 spotkania i zdobył 5 bramek, jego zespół zajął ostatnie miejsce w tabeli i został relegowany. Na początku 1996 roku został zawodnikiem Kongsvinger IL. W barwach tego klubu rozegrał cztery sezony w Tippeligaen (1996–1999) oraz jeden sezon w 1. divisjon (2000), będąc w tym okresie podstawowym środkowym obrońcą.
Po zakończeniu sezonu 2000 podpisał trzyletni kontrakt z beniaminkiem norweskiej ekstraklasy Strømsgodset IF, trenowanym przez Arne Dokkena. Natychmiast po tym został wraz z Kennethem Karlsenem wypożyczony na miesiąc do Widzewa Łódź, prowadzonego przez Petro Kuszłyka. Obaj gracze zadebiutowali w I lidze 28 października 2000 w przegranym 1:3 meczu przeciwko Polonii Warszawa, stając się pierwszymi norweskimi piłkarzami w polskiej ekstraklasie. W rundzie jesiennej sezonu 2000/01 Evensen zanotował łącznie 3 ligowe występy, po czym razem z Karlsenem powrócił do Strømsgodset IF. Po sezonie 2001 spadł z tym zespołem do 1. divisjon. Łącznie w latach 2001–2002 rozegrał dla tego klubu 43 spotkania, w których zdobył 5 goli. Od 2003 roku kontynuował on karierę w półzawodowych zespołach z niższych kategorii rozgrywkowych: Larvik Turn (3. divisjon), Tollnes BK (2. divisjon), Notodden FK (awans do 1. divisjon w sezonie 2006) oraz FK Ørn Horten (3. divisjon). W Larvik Turn i FK Ørn Horten pełnił funkcję grającego szkoleniowca. W 2008 roku zakończył karierę zawodniczą.